# Magomed Tuixàiev
Magomed Tuixàiev (rus: Магомед Салаудинович Тушаев)  (Grozni, 23 de febrer de 1986) va ser un general i comandant militar txetxè-rus.

## Biografia
Tuixàiev va ser el comandant en cap del 141è Regiment Motoritzat de la Guàrdia Nacional Txetxena Akhmat Kadyrov i membre de l'OMON. El 26 de febrer de 2022, informacions encara no confirmades afirmaven que va morir en la batalla de Hostomel per soldats de la Guàrdia Nacional d'Ucraïna i la Unitat Alpha ucraïnesa durant la invasió d'Ucraïna per part de Rússia.